# Inger Huuva-Utsi
Inger Huuva-Utsi, född 1914, död 3 maj 1984, var en svensk-samisk författare, lärare och skapare av konsthantverk.

## Biografi
Huuva-Utsi var av samisk härkomst. Hon hade en lärarutbildning, och arbetade som lärare och skapare av samiskt konsthantverk. Utöver sitt arbete som lärare och konstnär var hon Kiruna sameförenings första sekreterare.
Inger Huuva-Utsi var gift med Paulus Utsi. Inger Utsi var medförfattare till det enda diktverk som gavs ut under Paulus Utsis livstid, Giela giela (1974). Sex år senare gavs även Giela gielain ut postumt av Paulus Utsi, med Inger Utsi som medförfattare. De skrev mycket av poesin tillsammans, och Inger Utsi renskrev och korrekturläste alla texter.
Utöver det diktverket har Huuva-Utsi gett ut barnboken Mon lean Jovnnas, och 1991, flera år efter författarens död, gavs en annan barnbok ut under titeln Giehpaseaibi.
När Kiruna sameförening firade femtioårsjubileum 1987 gavs en antologi med gamla sagor skrivna av henne ut, med titeln Máddariid árbi.